# 艾伯特陨石坑
艾伯特陨石坑（Albert）是位于月球正面雨海西部一座细小的撞击坑，为前苏联搭载了月球车1号的太空探测器-月球17号的登月点，其名称取自俄语名"阿尔伯塔"的昵称，以纪念月球车遥控项目组工程师-阿尔伯塔·埃夫斯塔耶维奇·科热夫尼科夫，2012年6月14日被国际天文学联合会正式接受。由于该陨坑尺寸较小，根据国际天文学联合会惯例，该名称并不特指具体之人。

## 描述
该陨坑位于月球车1号行进线路终点西北125米处，沿途的其它一些小陨坑如瓦西亚陨石坑、尼古亚陨石坑、斯拉瓦陨石坑、伊戈尔陨石坑、吉纳陨石坑、科什焦陨石坑、维佳陨石坑、鲍里亚陨石坑、瓦雷拉陨石坑、柯里亚陨石坑和列昂尼德陨石坑都被赋予了各自的名称。
该陨坑中心月面坐标为38°18′N 35°00′W / 38.3°N 35°W，直径0.10公里，深约0.02公里。
艾伯特陨石坑外观呈圆杯状，坑内布满众多更细小的撞击坑。